# أسامة الفرا
أسامة عبد الستار الفرا سياسي فلسطيني، قيادي في حركة فتح وعضو المجلس الثوري في حركة فتح، شغل منصب رئيس بلدية خانيونس (1996-2006)، ومحافظ خانيونس (2006-2014)

## النشأة والتعليم
ولد دكتور أسامة عبد الستار الفرا في 16-12-1961 بمدينة خانيونس بفلسطين ونشأ وتلقى تعليمه الابتدائي والإعدادي والثانوي بها، ثم التحق بكلية الصيدلة جامعة القاهرة ونال درجة البكالوريوس عام 1985،ثم حصل على دبلوم في الحكم الرشيد من جامعة هارفارد 2001.
والده عبد الستار الفرا استشهد في حرب حزيران 1967 قرب الظاهرية بالخليل، يذكر أن الشهيد عبد الستار الفرا قد استشهد خلال تصديه ومجموعة من المقاومين لقوات الاحتلال الإسرائيلي في تاريخ 9-6-1967 في معركة أطلق عليها اسم «معركة مغارة الدقس».

## مرحلة ما قبل الإنتفاضة الفلسطينية
بعد ان أنهى دراسته الجامعية عاد إلى الوطن وعين مديرا لمركز الأمل الثقافي عام 1985، وانخرط في العمل الميداني حيث كان من قيادات الانتفاضة الاولى عام 1987، ثم انتقل للعمل محاضرا بكلية العلوم والتكنولوجيا عام 1994، حيث كانت مرحلة العمل التنظيمي السري في الأراضي الفلسطينية المحتلة، اتخذ من أماكن عمله منطلقلاً للعمل التنظيمي لحركة فتح حتى قدوم السلطة الوطنية الفلسطينية.

## رئاسة بلدية خانيونس
تم تعيينه من قبل الرئيس ياسر عرفات رئيسا لبلدية خان يونس عام 1996، وفي عام 2004 انتخب رئيسا للاتحاد الفلسطيني للهيئات المحلية، ثم انتقل للعمل محافظ لمحافظة خان يونس عام 2006 ، عمل عضوا في الهيئة القيادية العليا لحركة فتح بقطاع غزة عام 2006 ، عين عضوا في دائرة العلاقات الدولية بمنظمة التحرير الفلسطينية عام 2007، انتخب عضوا في المجلس الثوري لحركة فتح من قبل المؤتمر العام السادس للحركة عام 2009 ،. عمل رئيسا لنادي اتحاد خان يونس الرياضي، ونائب رئيس مجلس أمناء جامعة غزة.
خلال ترؤسه للبلدية شهدت مدينة خان يونس تطورا ملحوظا في البنية التحتية والانشطة الثقافية والرياضية وتم في عهده تشييد مبنى بلدية خان يونس، والمدينة الرياضية في المدينة، والمركز الثقافي، والمكتبة العامة.

## العلاقات الدولية
مثل فلسطين في العديد من المؤتمرات الدولية شارك في تأسيس منتدى مدن اصدقاء الأطفال في نابولي بإيطاليا، كما شارك في تاسيس تحالف المدن من اجل السلام بمدينة لاهاي في هولندا ، كما أقام علاقة توأمة بين مدينة خان يونس وكل من مدينة باليرمو في إيطاليا ، ومدينة هامر بالنرويج، ومدينة مرسيليا في فرنسا، ومدينة بيتش في المجر.

## العمل والمناصب
- عمل مديرا لمركز الأمل الثقافي 1985-1993
- محاضرا بكلية العلوم والتكنولوجيا 1994-1996
- رئيس بلدية خانيونس 1996-2006
- محافظ محافظة خانيونس 2006-2014
- رئيس نادي اتحاد خان يونس سابقا[8]
- عضو الهيئة القيادية العليا لحركة التحرير الوطني الفلسطيني فتح
- عضو دائرة العلاقات الدولية بمنظمة التحرير الفلسطينية
- نائب رئيس مجلس أمناء جامعة غزة
- كاتب مقال يومي في جريدة الحياة الجديدة[9]
- فاز بانتخابات المجلس الثوري الفلسطيني التي عُقدت بعد المؤتمر السادس لحركة فتح في بيت لحم عام 2009 وصار عضوًا فيه.[10]

## لقاءات تلفزيونة
- لقاء دكتور أسامة الفرا على قناة الغد الفضائية
- لقاء على فضائية الكوفية الفلسطينية

## من مؤلفاته
- من ذاكرة المدينة [11]
- حواديت وطن [12]
- ظل يوسف